# Bella Rosa (Castries)
Bella Rosa es una localidad de Santa Lucía, que forma parte del distrito de Castries.